# Heaven and Earth (ProjeKct X)
Heaven and Earth è un album realizzato dal ProjeKct X, progetto parallelo dei King Crimson, nel 2000 durante la registrazione dell'album The ConstruKction of Light.

## Il disco
Il disco non porta il nome del gruppo perché fondamentale è l'operazione di remixaggio effettuata da Mastelotto, praticata al di fuori dei normali canoni dei King Crimson.

## Tracce
Tutte le tracce sono state scritte dal ProjeKct X
1. The Business of Pleasure - 2:44
2. Hat in The Middle - 3:43
3. Side Window - 3:08
4. MaximIzer - 6:31
5. Strange Ears (aging rapidly) - 9:38
6. Overhead Floor Mats Under Toe - 5:46
7. Six O'Clock - 4:10
8. Superbottomfeeder - 8:08
9. One E And - 3:07
10. Two Awkward Moments - 1:10
11. Demolition - 7:08
12. Conversation Pit - 2:11
13. Cin AlayI - 1:58
14. Heaven And Earth - 8:19
15. Belew Jay Way - 5:02

## Formazione
- Adrian Belew - chitarra, v-drum in Side Window
- Robert Fripp - chitarra. soundscapes
- Trey Gunn - bass touch guitar e baritone guitar
- Pat Mastelotto - traps e buttons